# منجا بنک
منجا بنک (انگلیسی: Manja Benak؛ زادهٔ ۷ فوریهٔ ۱۹۸۹) بازیکن فوتبال اهل اسلوونی است.
از باشگاه‌هایی که در آن بازی کرده‌است می‌توان به باشگاه فوتبال فرنتس‌واروش اشاره کرد.
وی همچنین در تیم ملی فوتبال زنان اسلوونی بازی کرده‌است.